# Aire monétaire commune
- Pays membres de l'Aire monétaire commune

Pays membres de l'Aire monétaire commune

L'Aire monétaire commune (en anglais : Common Monetary Area, CMA ; en afrikaans : Gemeenskaplike Monetêre Gebied, GMG) est une zone monétaire entre quatre pays d'Afrique australe. Elle a été établie en parallèle avec l'Union douanière d'Afrique australe (SACU).

## Membres
- Afrique du Sud
- Eswatini
- Lesotho
- Namibie

## Histoire
La CMA fut fondée en juillet 1986 à partir de l'Aire monétaire du Rand (en anglais : Rand Monetary Area ; en abrégé RMA), qui fut établie en décembre 1974 ; les signataires en étaient l'Afrique du Sud, le Lesotho, et le Swaziland. La CMA a laissé la place à l'actuelle Aire monétaire multilatérale (anglais : Multilateral Monetary Area ; en abrégé : MMA) depuis février 1992, lorsque la Namibie rejoignit l'union monétaire.
La Namibie devient automatiquement membre de cette union à son indépendance, mais elle se retire à l'occasion de la création du dollar namibien en 1993. La Namibie choisit de ne pas poursuivre sa politique de taux de change flexible, et le dollar namibien est actuellement à parité avec le rand sud-africain. Il en va de même avec le lilangeni de l'Eswatini et le loti du Lesotho. Le rand circule généralement librement en ces pays. Les régulations du commerce extérieur et la politique monétaire via la CMA continue de refléter l'influence de la Banque centrale sud-africaine (South African Reserve Bank).
Des membres de l'Union douanière d'Afrique australe, seul le Botswana n'a pas adhéré à la CMA.